# Apotolamprus sericeus
Apotolamprus sericeus är en skalbaggsart som beskrevs av Renaud Maurice Adrien Paulian 1976. Apotolamprus sericeus ingår i släktet Apotolamprus och familjen bladhorningar. Inga underarter finns listade i Catalogue of Life.